# Джамалуддин (сын Шамиля)
Джамалудди́н Шами́ль (Джема́ль ад-Дин, Джема́л-эд-Дин, Джема́луд-Дин, Джемалэдди́н; 1829; Гимры, Дагестан — 26 июня [8 июля] 1858; Карата, Северо-Кавказский имамат) — старший сын имама Дагестана и Чечни Шамиля. В 1839 году в 9-летнем возрасте был выдан своим отцом в качестве аманата (заложника) русскому правительству в залог его преданности России. Но, несмотря на это, имам Шамиль продолжил вооружённую борьбу с русскими войсками на Кавказе и в 1855 году обменял захваченных им в одном из набегов на грузинские земли знатных заложников на своего сына, который к тому времени уже получил образование в России и находился на воинской службе в русской армии в чине поручика.

## Биография

### Происхождение
Джамалуддин, старший сын имама Шамиля от первой жены Фатимат. Родился в 1829 году в горном дагестанском селении Гимры. Имя ему было дано в честь муршида (духовного наставника) Шамиля — шейха Джамалуддина Газикумухского.

### Выдача заложником

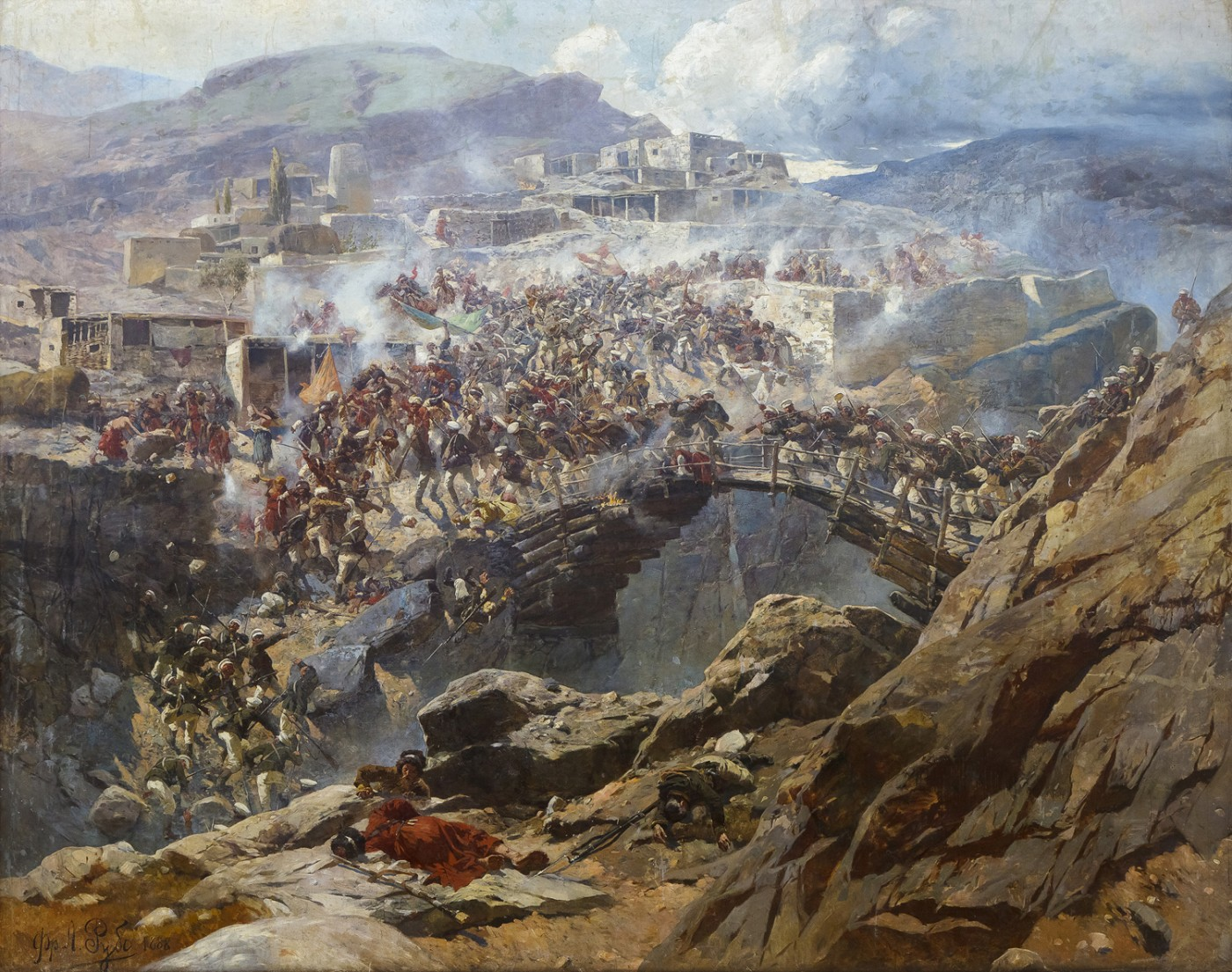
Штурм аула Ахульго.
Худ Ф. А. Рубо (1888).

12 (24) июня 1839 года экспедиционный отряд русской армии на Кавказе под командованием генерал-лейтенанта Граббе осадил резиденцию Шамиля — укреплённый горный аул Ахульго. В конце июля, после ряда штурмов, сопровождавшихся большими потерями с обеих сторон, Шамиль вынужден был вступить в переговоры. Граббе выдвигал условия капитуляции, 1-м пунктом которых был — выдача Шамилём своего сына, как гарантию полного подчинения. В ответ Шамиль послал парламентёра с альтернативным предложением, согласно которому он вместо своего сына отдаёт в аманаты одного или двух своих родственников, и плюс к этому, удерживаемых им заложников от жителей селений Ашальты и Чиркей. Взамен этого Шамиль требовал беспрепятственного выхода из Ахульго всех до единого находившихся в нём людей. Граббе, однако, настаивал на безоговорочной капитуляции и выдаче в аманаты именно сына Шамиля. Переговоры затянулись и Граббе, не находя компромисса, продолжил боевые действия. После занятия 4 (16) августа русскими частями левого берега Андийского Койсу и находившегося там селения Чиркаты, через которое в Ахульго прибывало пополнение и продовольствие, осаждённые оказались в крайне тяжёлом положении. Кольцо блокады с каждым днём сужалось и 12 (24) августа Шамиль вновь вынужден был вступить в переговоры, которые, по словам Граббе, «кончились по-азиатски — ничем». Видя, что перемирие служит осаждённым лишь для укрепления своих позиций, Граббе 16 (28) августа передал Шамилю, что если тот до наступления темноты не выдаст своего сына в знак покорности русскому правительству, то на следующий день последует штурм. Писарь Шамиля Мухаммад-Тахир сообщал, что все, кто был с Шамилём, «испытывая крайнюю слабость и изнурённость», просили его удовлетворить требование русского генерала, и выдать ему сына, но Шамиль отказался, сказав, что «это не принесёт вам пользы…». 17 (29) августа в 6 часов утра последовал штурм, в результате которого русскими частями был взят замок в передовой укреплённой части аула (Новом Ахульго), а защитники крепости понесли тяжёлые потери. В 10 часов Шамиль выкинул белый флаг, и с прекращением огня выслал в русский лагерь своего старшего сына Джамалуддина, сопровождаемого своим воспитанником Юнусом. Из дневника Граббе:
Сын Шамиля девяти лет, бойкой мальчик, без робости распоряжается как у себя дома.— Из дневника и записной книжки графа П. Х. Граббе (1839).
«Я вступил в подданство Его Императорского Величества, отдал Вам в залог верности любимого моего сына, которого никому не отдавал; и так смею надеяться на милость Вашего Превосходительства. Отказ Ваш будет убийствен для меня».
— 19 августа 1839 года — Ахульго.
После выдачи Джамалуддина, Граббе продолжал настаивать на прибытии к нему лично самого Шамиля с полным его подчинением русскому правительству. Последний подтверждал, что он вступает в российское подданство, но просил не требовать от него прибытия к «Его Превосходительству», так как при последнем находились мусульмане, имеющие с ним вражду — «я опасаюсь их и по обычаю края — стыжусь их». Также Шамиль просил позволения поселиться ему со своей семьёй в родном селении Гимры, уже покорённом русскому правительству, и просил дать ему на это отсрочку — один месяц. Однако Граббе, не доверяя Шамилю, а также ввиду скорого наступления холодной и дождливой осени, дал ему 3 дня на размышление и сообщил, что он будет содержаться в крепости Грозной. Не дождавшись ответа, Граббе предпринял последний штурм, в результате которого 22 августа (3 сентября) 1839 года Ахульго было взято. Во время штурма погибли сестра Шамиля Фатимат, его вторая жена Джавгарат и их грудной сын Саид. Самому Шамилю вместе с остальными членами его семьи удалось бежать.

### В России

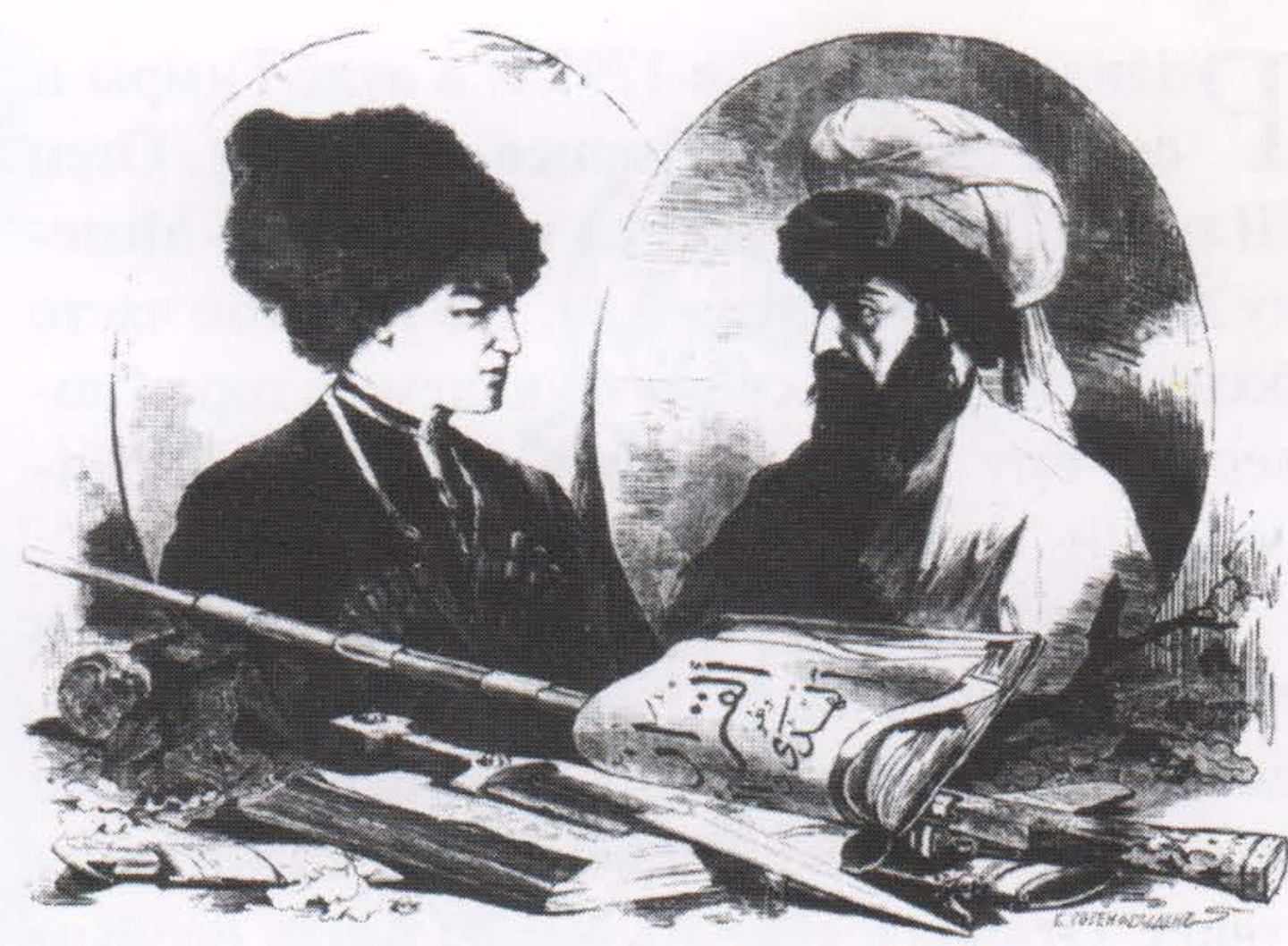
Шамиль и его сын Джамалэддин. Рисунок М. Микешина

По прибытии Джамалуддина в Россию, его зачислили в Александровский сиротский кадетский корпус для малолетних дворянских детей, потерявших своих родителей, в основном военных. Ему дозволено было носить национальную одежду — черкеску. В декабре того же 1839 года Джамалуддин был переведён в Санкт-Петербургский 1-й кадетский корпус. Он быстро освоил русский, а также выучил французский и немецкий языки.
В 1842 году, во время попытки Николая I решить вопрос с имамом Шамилём мирным путём, последний выдвинул требование вернуть ему сына взамен на находившегося в плену у горцев князя Орбелиани. Последний, впрочем, сам противился этому, заявив, что выдвинутые Шамилём требования невыполнимы. Имам, однако всё равно обратился с этим вопросом к генерал-майору Клюгенау, который заявил, что это не в его полномочиях. Тогда имам обратился к генерал-адъютанту Нейдгардту. Последний сообщил об этом в Петербург, но получил указание передать Шамилю, что его сын находится в Петербурге на личном попечении императора, и единственное, что имаму может быть позволено сделать, так это послать кого-нибудь в столицу для свидания с его сыном. В дальнейшем Шамиль тщетно пытался неоднократно обменять Джамалуддина на кого-нибудь из российских пленных различных воинских чинов.
Между тем к 1849 году Джамалуддин получил среднее (гимназическое) образование. 6 июня того же года он был произведён в корнеты и направлен в Владимирский 13-й уланский полк, базировавшийся в то время в Торжке Тверской губернии. В 1852 году Джамалуддин был произведён в поручики. Карьера военного, однако, его не прельщала. Это усугублялось ещё и тем, что у него после ранения в детстве плохо работала рука. Сам Джамалуддин более тянулся к различным наукам, и особенно к математике, «он находил какое-то странное наслаждение в решении математических задач». Кроме того, как писал своему отцу сам Джамалуддин, он «очень приохотился» к танцам и гимнастике.

### Возвращение на родину

#### Набег Гази-Мухаммада на Грузию. Захват заложников
Во время Крымской войны (1853—1856) эмиссары стран, входивших в антирусскую коалицию призывали имама Шамиля к совместным боевым действиям против России. Турецкий султан Абдул-Меджид I предлагал Шамилю присоединиться к наступающим на Тифлис турецким войскам.
В ночь со 2 (14) на 3 (15) июля 1854 года имам Шамиль со значительными силами (до 15 тыс.) перешёл главный хребет со стороны левого фланга лезгинской кордонной линии и расположился главным лагерем на возвышенностях горного хребта Пахали перед сел. Кварели и Шильды. Горцев, однако, тогда больше интересовала добыча, чем военные успехи европейских и турецких «союзников». У имама же появлялась возможность захвата знатных заложников для дальнейшего их обмена на пленных мюридов и, в первую очередь, на своего сына — Джамалуддина. Не дождавшись предписаний османского командования относительно дальнейших действий и видя благоприятную для набега обстановку, имам на рассвете того же дня (3 июля) направил своего второго сына Гази-Мухаммада с наибами на Кахетинские селения. Но первый набег не имел успеха. В большинстве селений горцы потерпели поражение от русских гарнизонов и отрядов грузинской милиции.
На следующий день горцы, сменив тактику, отдельными партиями рассыпали по слабо защищённым Телавским и Кварельским участкам, грабя и сжигая селения. Значительная часть мюридов под руководством наиба Даниял-бека (в рус. документах: Даниэль-султан) направилась к усадьбе Цинандали, имению князя Д. А. Чавчавадзе, где ими были захвачены знатные особы — внучки последнего грузинского царя Георгия XII, фрейлины императрицы — Анна (жена князя Д. А. Чавчавадзе) с 5-ю малолетними детьми и Варвара (вдова князя И. Д. Орбелиани) с годовалым сыном. В плену у горцев, также, оказались французская подданная гувернантка Анна Дрансе и вся прочая прислуга, которая не погибла во время нападения.
На обратном пути, однако, горцев ждала засада, устроенная русскими частями и грузинской милицией, поспешившими наперерез занять позиции на пути возвращения горцев. Большая часть последних была истреблена при переправе через Алазань и в других местах на подступах к горам. Некоторым горцам, бросившим добычу, удалось уйти в горы. На засаду также наткнулась и группа мюридов Даниял-бека, захватившая пленных в Цинандали. Встреченные внезапным огнём подстерегавших их солдат и милиционеров, горцы бросились бежать другой дорогой. При обстреле колонны горцев, также погибла и часть захваченных в плен жителей. Хорошо знавший здешнюю местность Даниял-бек, провёл свою группу узкой тропой и скрылся в горах. Помимо прочих пленных при нём оставались 22 заложника из княжеского дома в Цинандали, которые были доставлены в резиденцию Шамиля — аул Ведено.

#### Обмен заложниками
Сразу после набега на Грузию начались переговоры об обмене пленными. Первым и «неизменным» пунктом требований Шамиля был возврат его сына Джамалуддина. В общей сложности предполагалось обменять 120 человек, находящихся в плену у горцев, на пленных мюридов по принципу «один на одного». Сверх того, Шамиль по настоянию наибов требовал 1 миллион рублей серебром. Сам Шамиль, впрочем, готов был сойтись и на меньшей сумме, однако опасался народных возмущений. Многие горские семьи потеряли в этом походе своих «кормильцев». Переговоры по ряду причин происходили в сложной обстановке и затягивались на неопределённое время.
Крайнее нежелание возвращать Шамилю Джамалуддина проявлял Николай I, но в то же время он не мог игнорировать и ходатайство князя Чавчавадзе о помощи возвратить его семью. При этом особую позицию по этому поводу высказали генералы барон Л. П. Николаи и князь Г. Д. Джамбакуриан-Орбелиани. По их мнению, возвращение сына Шамиля не должно принести особого вреда, а, напротив, они усматривали в этом даже определённую пользу, так как после смерти Шамиля Джамалуддин как старший его сын не уступит своему брату в первенстве, и это, ввиду различия между ними политических взглядов, может породить раздор между ними, что будет весьма полезно для русского правительства. Что же касается 1 миллиона рублей, то столь огромная сумма «есть более попытка, чем непременное требование», и, как сообщил посылаемый бароном Николаи в горы парламентёр, «Шамиль много убавит с этой суммы, если только будет иметь обещание на возвращение сына».
«Согласно предписанию В. Пр., от 8-го сего ноября, № 33, имею честь донести, что на желание отца о возвращении меня ему, с Высочайшего разрешения, я согласен, а потому переговоры с доверенным лицом родителя считаю не нужными».
— 8 ноября 1854 года ― Варшава.
Между тем Джамалуддин в чине поручика лейб-гвардии Уланского полка находился в Польше. В срочном порядке он был вызван в главный штаб в Варшаве, где ему сообщили о событиях в Кахетии и о требованиях Шамиля. Джамалуддину также сообщили о том, что к нему должен прибыть специальный посланник от его отца, чтобы обсудить с ним вопрос о его возвращении на родину. У Джамалуддина также спросили, желает ли он сам вернуться к отцу. Вопрос стоял ребром, так как Шамиль отмечал, что в случае отказа он отречётся от сына навсегда. Джамалуддин долго колебался, но в итоге всё-таки согласился возвратиться на родину. В сопровождении генерала Муравьёва Джамалуддин прибыл в Петербург, где с ним провёл беседу Николай I. Император поблагодарил его за службу и рекомендовал, не теряя времени, отправляться на Кавказ.
Обмен состоялся 10 (22) марта 1855 года на реке Мичик, близ Куринского укрепления, на границе Дагестана и Чечни (сумма в 1 миллион рублей была снижена до 40 тысяч). На процесс обмена пленными прибыли Шамиль с сыновьями Гази-Мухаммадом и Мухаммадом-Шапи в сопровождении торжественного эскорта из двух сотен личного конвоя имама, шедших с развёрнутыми знамёнами и песнопениями из Корана. Кроме того, 5-тысячный отряд укрывался за деревьями. Русская делегация в сопровождении колонны Кабардинского пехотного полка и трёх сотен донских казаков не была торжественна, так как 18 февраля (2 марта) скончался император Николай I. Поверенный генерала Орбелиани юнкер Исаак Грамов, ведший переговоры об обмене, просил Шамиля ввиду траура не проводить громких празднований и салютования, принятых у горцев в честь знаменательных событий.
Джамалуддин горячо попрощался с товарищами, среди которых были и двое его однокурсников. Походный багаж его, который он брал с собой, состоял в основном из русских и французских книг, географических атласов, бумаг, карандашей, красок и чертёжной готовальни. Не менее горячей была встреча Джамалуддина его отцом и братьями. Шамиль, держа себя величественно, с трудом сдерживал эмоции.

### На родине
Возвращению Джамалуддина на родину в семью были непомерно рады его братья и, в особенности, сам Шамиль. Последний возлагал на старшего сына как на наследника огромные надежды. При всём при этом Джамалуддин проявлял грамотность и воспитание, полученные им в России. По отзыву сподвижника Шамиля Гаджи-Али Чохского, Джамалуддин был «умнейший и образованный человек» и желал употребить свои знания на пользу для народа. Он встречался с учёным Щачинилау, с которым уже решили перевести Коран с арабского на аварский язык. Однако Шамиль категорически воспротивился этому, заявив: «Сейчас не пером работать, а мечом рубиться надо!». Также Джамалуддин осматривал крепости и объезжал аулы, анализируя условия, в которых проживают горцы. Он осмотрел войска и остался крайне недовольным их устройством и порядком в них. Джамалуддин счёл всё это «ничтожным и слабым» и при этом рассказывал отцу про русского царя, восхваляя его армию и казну. Джамалуддин стал уговаривать отца примириться с царём, и на фоне внешних политических обстоятельств ему это удалось в некоторой степени. При посредничестве Джамалуддина Шамиль вступил в диалог с командующим Отдельным Кавказским корпусом генералом Муравьёвым. Какое-то время значительных боевых действий не происходило, шли массовые обмены военнопленными, а экономическая блокада Имамата была снята. Самому Джамалуддину Шамиль поручил вести административные дела и инспектировать вооружение.
Шамиля, однако, далеко не всегда устраивала пророссийская ориентация и, в особенности, «русский нрав» Джамалуддина. Особый кризис в отношениях между ним и его отцом стал нарастать с проведением на Кавказе административных и военных реформ назначенным 26 августа 1857 года наместником на Кавказе генерал-адъютантом князем Барятинским, сторонником решительных действий против имама. С окончанием Крымской кампании часть русских войск вновь была переброшена на Кавказ. Сам Джамалуддин уже был бессилен содействовать мирным отношениям между Шамилём и русским командованием. Вскоре Джамалуддина стали чуждаться как отец, так и братья. От него также отвернулись наибы и прочие соплеменники, что сказалось как на моральном, так и физическом его состоянии. По словам Гаджи-Али Чохского, ― «Джемалэддин сделался печальным и раскаивался в своём возвращении».
Шамиль между тем женил Джамалуддина на дочери знатного чеченского наиба Талхига Шалинского. По словам очевидцев:
Грозный отец его [Шамиль] скорбит о своём потерянном сыне, но не может спасти его, не может допустить, чтобы сын его, сын вождя священной войны и предводителя мюридов, остался русским…

### Болезнь и смерть
Находясь в подавленном и отрешённом состоянии, Джамалуддин также стал страдать от тяжёлой боли в груди и кашля. Шамиль отправил его в высокогорный аул Карата, наибство его брата Гази-Мухаммада. Климат там считался целебным, однако состояние Джамалуддина продолжало ухудшаться, а лучшие местные лекари оказались бессильны чем-либо помочь больному. Шамиль вынужден был вступить в контакт с русским командованием и послал гонцов в Темир-Хан-Шуру с просьбой к князю Барятинскому прислать к нему русского врача, предлагая оставить в качестве заложников трёх своих наибов. Князь, в свою очередь, отдал по этому поводу распоряжение командиру расквартированного в Хасав-Юрте Кабардинского полка полковнику Д. И. Святополк-Мирскому. Последний отправил в Карату опытного полкового врача С. Пиотровского с его личного согласия, оставив до его возвращения в заложниках пять мюридов.
На месте Пиотровский констатировал чахотку и упадок жизненных сил, а также заявил, что эта болезнь неизлечима. Оставив все имевшиеся у него лекарства и дав необходимые рекомендации, Пиотровский вернулся, одарённый хорошим конём, горским костюмом и дорогим оружием.
26 июня (8 июля) 1858 года Джамалуддин умер и был похоронен там же в Карате. Среди местных жителей распространился слух, что его отравили русские.

## Личная жизнь
«Твой Бог — мой Бог! Моя душа — твоя душа. Мы будем молиться вместе, радоваться вместе, страдать вместе. Моё счастье будет отражением твоей любви. Твоя вера лучше моей уже потому, что она знает Пречистую Деву, Божественную Мать, а моя вера её не знает…».
Согласно опубликованному в 1904 году в «Историческом вестнике» рассказу за авторством П. А. Оленина «Невеста Шамиля», написанном со слов его тётки, баронессы Елизаветы Петровны Энгельгардт (1832—1922, в девичестве Оленина), в Торжке Джамалуддин познакомился с ней и у них был роман. Пара отвечала друг другу взаимностью и собиралась пожениться. Сам Николай I обещал Оленину, что будет посаженным отцом на свадьбе. В то время Джамалуддин уже принял решение принять христианство. По выражению П. А. Оленина, ислам не был «религией его внутреннего человека, и поэтому решение сделаться христианином явилось само собой».
В том же рассказе повествуется, что после возвращения Джамалуддина в Дагестан они с Елизаветой Олениной продолжали писать друг другу письма, однако Шамиль не одобрял этих отношений, и письма до адресатов не доходили. Среди русских офицеров, служивших в то время на Кавказе, были те, кто лично знал Джамалуддина, и регулярно получали о нём информацию от своих кунаков. Последние передавали, что «… грозный Шамиль посадил сына в яму, чтобы очистить его от русского духа…, что Джемаль-Эддин страшно изменился, постарел, похудел и тоскует о какой-то русской девушке…». В 17-м Нижегородском драгунском полку, действовавшем тогда на Северном Кавказе, служил брат Елизаветы ― Алексей Оленин. Из Ведено Джамалуддин через «верного кунака» Оленина передал ему тайную записку на французском языке с просьбой о встрече. Кунак взялся организовать её, и Оленин отправился к назначенному месту, но, не дойдя 3―4 вёрст до аула, он встретил нового посланника от Джамалуддина, который передавал, что Шамилю стало известно о намеченной встрече, Оленина ждёт засада и просил его вернуться.
Однако, история любовного романа Джамалуддина и Елизаветы Олениной, изложенной в рассказе П. А. Оленина, не находит подтверждения в других источниках, и ряд современных исследователей ставит под сомнение её достоверность. Историки В. Б. Каширин и В. М. Муханов считают, что сам рассказ сочетает в себе «смесь частично верных фактов и откровенных романтических фантазий». По их мнению, любовные отношения и помолвка могли иметь место в действительности, но значительную часть этого рассказа содержит художественный вымысел.

## Память
- Одной из достопримечательностей Ахвахского района является мавзолей сына имама Шамиля Джамалуддина в Карате[35].

## См. Также
- Дада Умаев — сын наиба, отданный в качестве аманата в возрасте 7 лет

## В искусстве

### Художественная литература
- Лидия Чарская. Газават. — СПб.—М.: Т-во М. О. Вольф, 1906. (Историческая повесть)
- Lesley Blanch. The Sabres of paradise: Conquest and vengeance in the Caucasus (англ.) = рус. Сабли рая: Завоевание и месть на Кавказе. — New York: Viking Press, 1960. — ISBN 978-1-85043-403-0.
- Alexandra Lapierre[фр.]. Tout l'honneur des Hommes: Dans la Russie des Tsars, le destin du fils de l'imam de Tchétchénie (фр.) = рус. Вся честь мужчины: В царской России, судьба сына имама Чечни. — Paris: Plon[фр.], 2008. — ISBN 2-259-20624-7.

### Кинематограф
- «Аманат» (2022). Роль Джамалутдина исполнили Амин Хуратов и Камиль Мурзабеков.